# Formación estelar

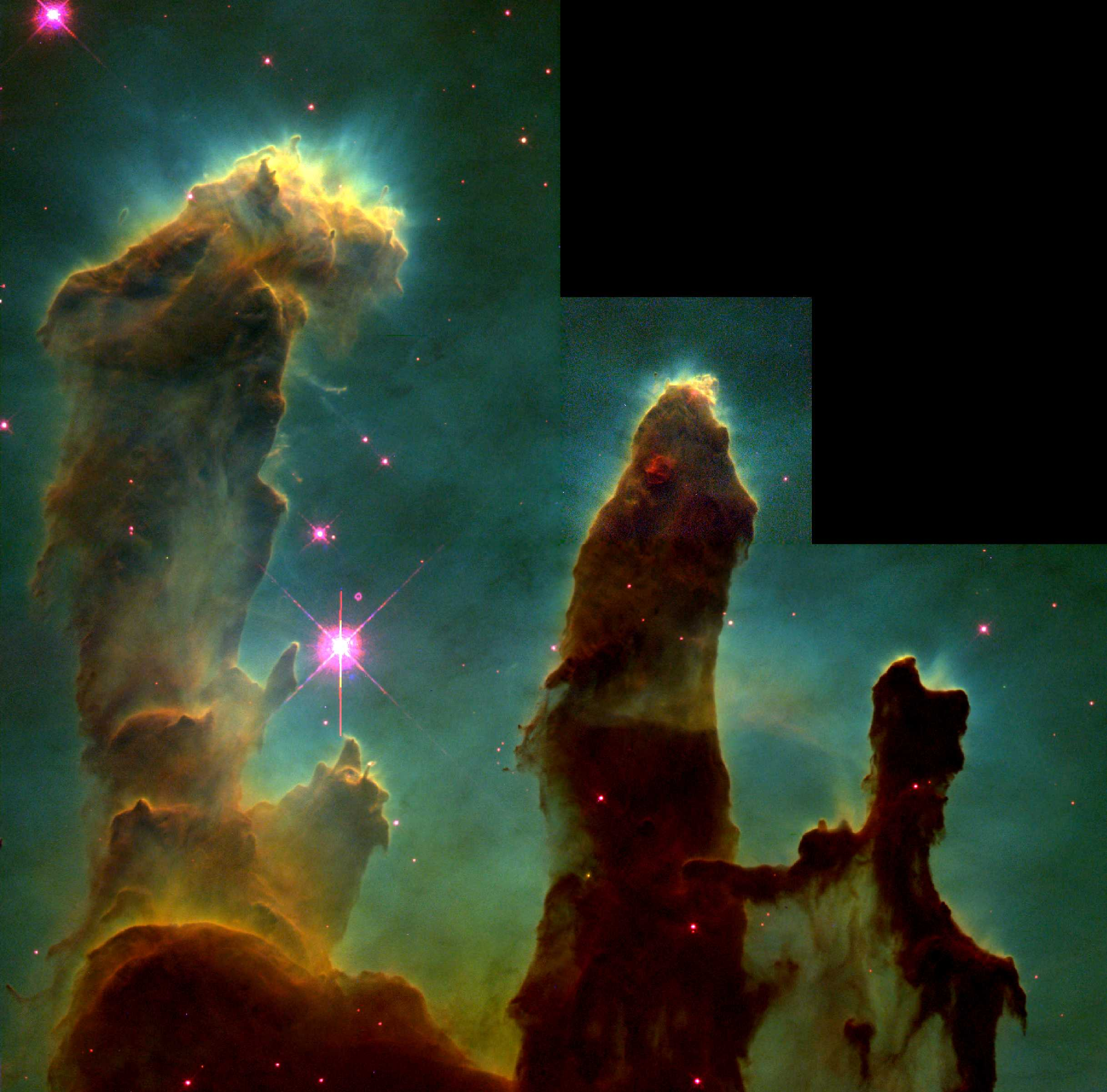
Pilares de gas molecular en la nebulosa del águila. Algunas estrellas están aún formándose en su interior.

La formación estelar es el proceso por el cual grandes masas de gas (que se encuentran en galaxias formando extensas nubes moleculares en el medio interestelar), a veces denominadas como "guarderías estelares" o "regiones de formación estelar", colapsan para formar estrellas. Como rama de la astronomía, la formación estelar abarca el estudio del medio interestelar y de las nubes moleculares gigantes como precursores para el proceso de formación de las estrellas, el estudio de protoestrellas, objetos estelares jóvenes y así como sus productos inmediatos. Está estrechamente relacionada con la formación planetaria, otra rama de la astronomía. La teoría de la formación estelar, así como la contabilidad para la formación de una sola estrella, debe también tener en cuenta las estadísticas de las estrellas binarias y la función de la masa inicial.
En junio del 2005 los astrónomos aportaron evidencias para estrellas de la Población III en la galaxia Cosmos Redshift 7 en z = 6.60. Es probable que tales estrellas hayan existido en el universo primigenio (es decir, con alto corrimiento hacia el rojo), y pueden haber comenzado la producción de elementos químicos más pesados que el hidrógeno que son necesarios para la posterior formación de planetas y vida tal como la conocemos.
La mayoría de las estrellas no se forman de forma aislada, sino que forman parte de un grupo de estrellas denominado cúmulo estelar o asociación estelar.

## Criaderos estelares

### Nubes interestelares

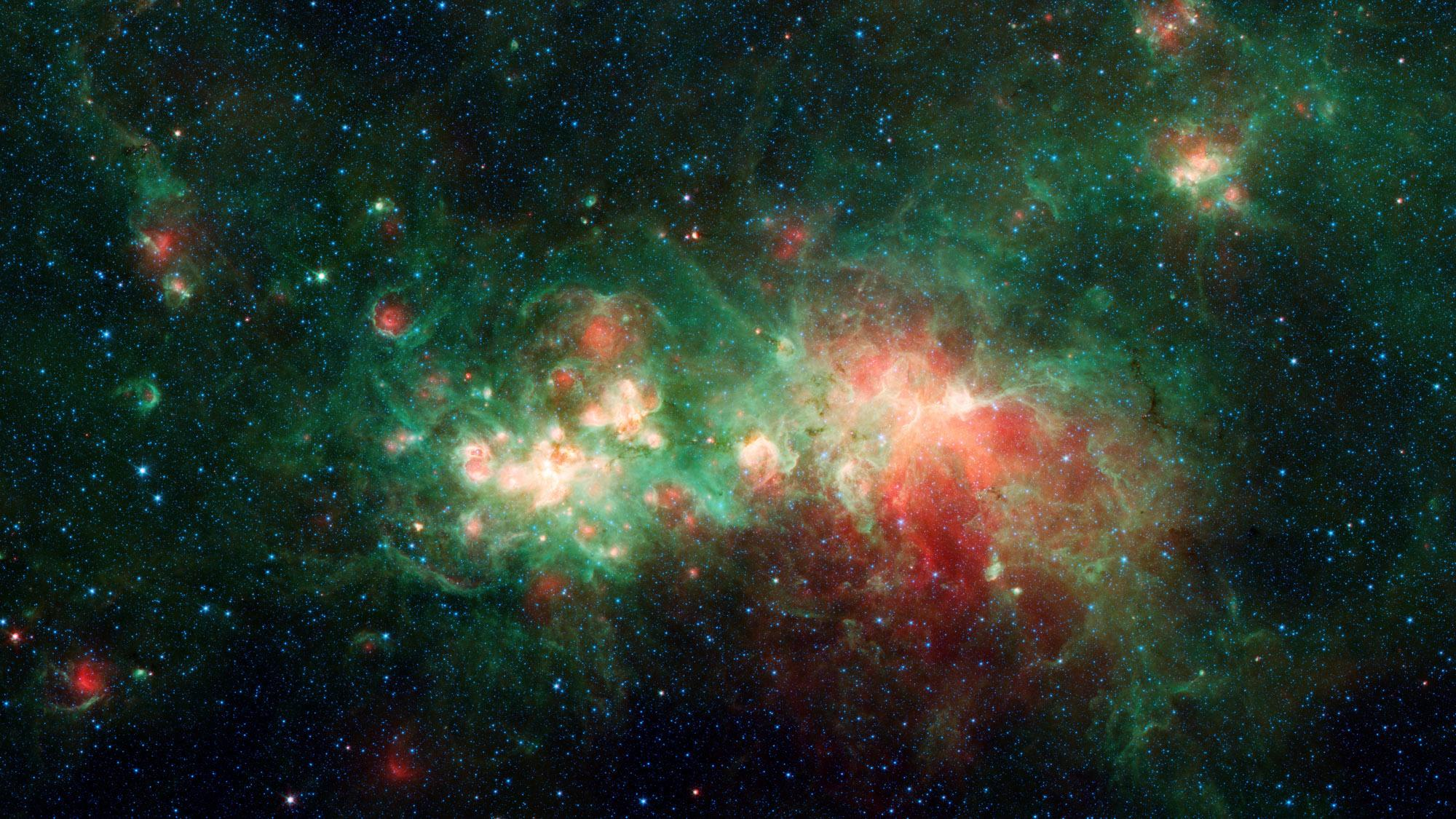
La nebulosa W51 en Aquila, una de las fábricas de estrellas más grandes de la Vía Láctea (25 de agosto de 2020)

Una galaxia espiral como la Vía Láctea contiene estrellas, estrellas compactas y un medio interestelar difuso (ISM) de gas y polvo. El medio interestelar está formado por 104 a 106 partículas por cm3 y suele estar compuesto por aproximadamente un 70% de hidrógeno en masa, mientras que la mayor parte del gas restante consiste en helio. Este medio se ha enriquecido químicamente con trazas de elementos más pesados que fueron producidos y expulsados de las estrellas a través de la fusión del helio cuando pasaron más allá del final de su secuencia principal. Las regiones de mayor densidad del medio interestelar forman nubes o nebulosas difusas, donde tiene lugar la formación de estrellas. A diferencia de las espirales, una galaxia elíptica pierde el componente frío de su medio interestelar en un plazo aproximado de mil millones de años, lo que impide que la galaxia forme nebulosas difusas, salvo mediante fusiones con otras galaxias.

### Colapso de una nube
Una nube interestelar de gas permanecerá en equilibrio hidrostático mientras la energía cinética de la presión del gas esté en equilibrio con la energía potencial de la fuerza gravitatoria interna. Matemáticamente esto se expresa mediante el teorema del virial, que establece que, para mantener el equilibrio, la energía potencial gravitatoria debe ser igual al doble de la energía térmica interna.  Si una nube es lo suficientemente masiva como para que la presión del gas sea insuficiente para soportarla, la nube sufrirá un colapso gravitatorio. La masa por encima de la cual una nube sufrirá dicho colapso se denomina  masa de Jeans. La masa de Jeans depende de la temperatura y la densidad de la nube, pero suele ser de miles a decenas de miles de masas solares. Durante el colapso de la nube se forman entre decenas y decenas de miles de estrellas de forma más o menos simultánea, lo que es observable en los llamados Cúmulos incrustados. El producto final de un colapso del núcleo es un cúmulo abierto de estrellas.

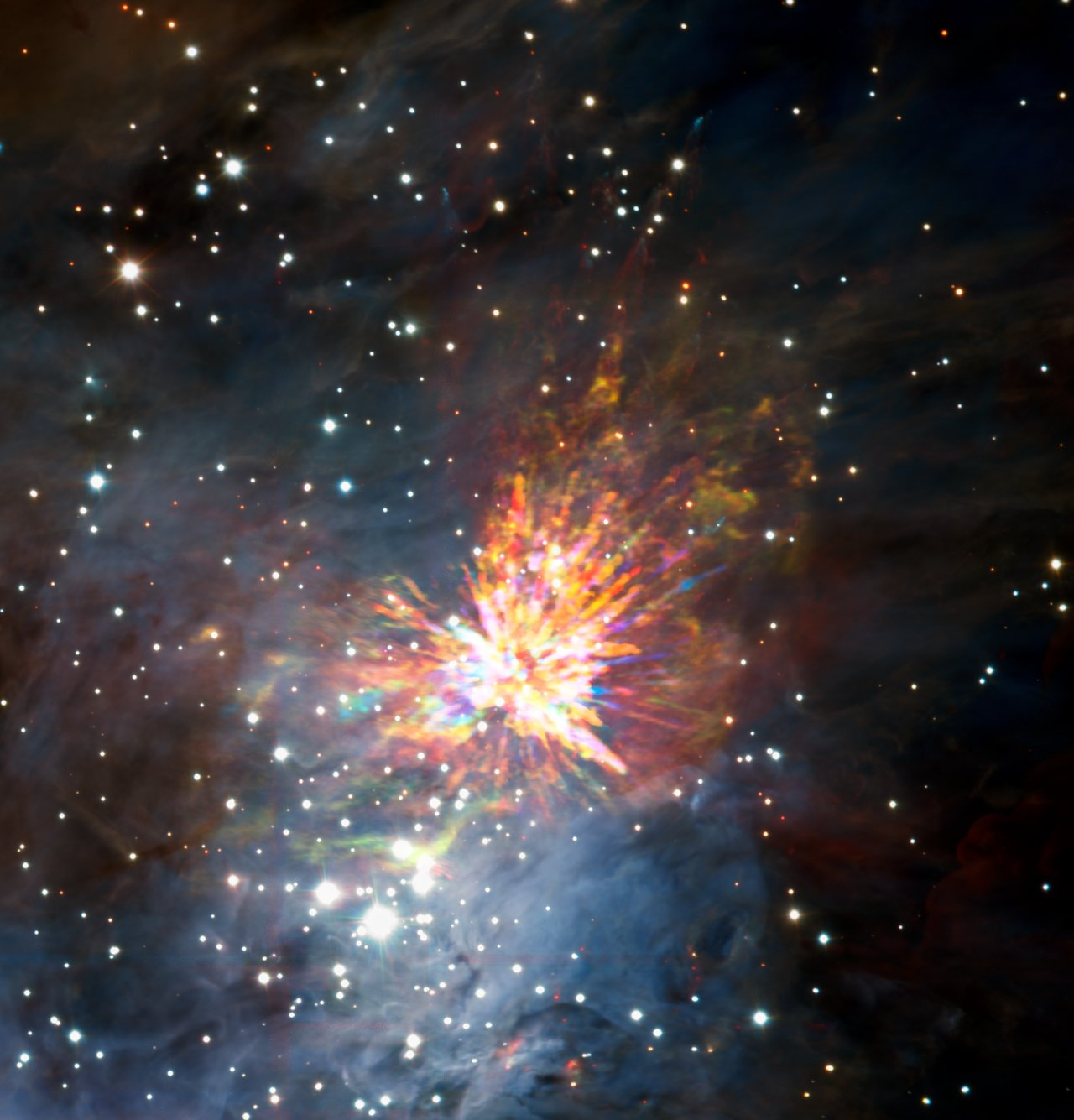
Las observaciones del ALMA del complejo de la nebulosa de Orión proporcionan información sobre las explosiones en el nacimiento de las estrellas.

En la formación estelar desencadenada, puede ocurrir uno de varios acontecimientos para comprimir una nube molecular e iniciar su colapso gravitatorio. Las nubes moleculares pueden colisionar entre sí, o la explosión de una supernova cercana puede ser el desencadenante, enviando sacudida materia a la nube a velocidades muy altas. (Las nuevas estrellas resultantes pueden producir a su vez supernovas, produciendo la formación estelar autopropagada.  Alternativamente, las colisiones galácticas pueden desencadenar starbursts o estallidos masivos de formación estelar, ya que las nubes de gas de cada galaxia son comprimidas y agitadas por fuerzas de marea. Este último mecanismo puede ser el responsable de la formación de  cúmulos globulares
Un agujero negro supermasivo en el núcleo de una galaxia puede servir para regular el ritmo de formación de estrellas en un núcleo galáctico. Un agujero negro que está acumulando materia puede convertirse en un activo, emitiendo un fuerte viento a través de un  chorro relativista colimado. Esto puede limitar la formación de estrellas. Los agujeros negros masivos que expulsan partículas emisoras de radiofrecuencia a una velocidad cercana a la de la luz también pueden bloquear la formación de nuevas estrellas en galaxias envejecidas. Sin embargo, las emisiones de radio alrededor de los chorros también pueden desencadenar la formación de estrellas. Asimismo, un chorro más débil puede desencadenar la formación de estrellas cuando colisiona con una nube.

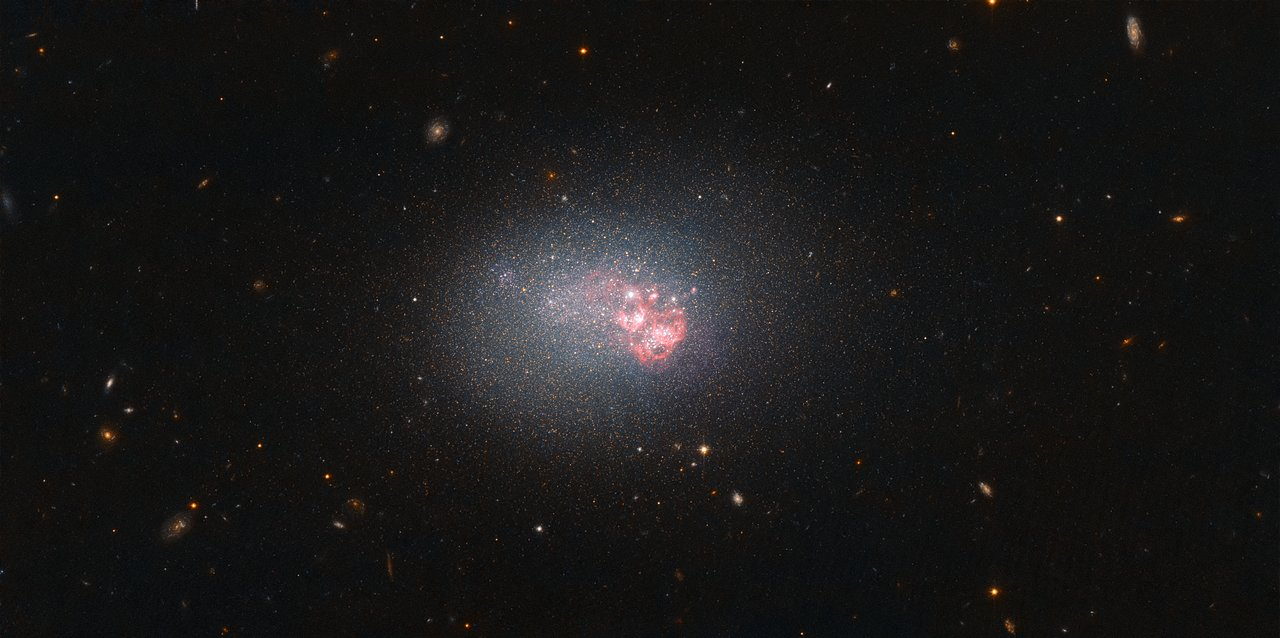
Dwarf galaxy ESO 553-46 has one of the highest rates of star formation of the 1000 or so galaxies nearest to the Milky Way.

Al colapsar, una nube molecular se rompe en trozos cada vez más pequeños de forma jerárquica, hasta que los fragmentos alcanzan la masa estelar. En cada uno de estos fragmentos, el gas que colapsa irradia la energía obtenida por la liberación de energía potencial gravitatoria.  A medida que aumenta la densidad, los fragmentos se vuelven opacos y, por tanto, son menos eficientes a la hora de irradiar su energía. Esto eleva la temperatura de la nube e impide una mayor fragmentación. Los fragmentos se condensan en esferas giratorias de gas que sirven de embriones estelares.
Los efectos de la turbulencia, los flujos macroscópicos, la rotación, los campos magnéticos y la geometría de la nube complican la imagen de una nube en colapso. Tanto la rotación como los campos magnéticos pueden dificultar el colapso de una nube. La turbulencia es fundamental para provocar la fragmentación de la nube, y en las escalas más pequeñas promueve el colapso.

## Nube molecular
La teoría actual sobre la formación estelar, sostiene que la formación estelar se da en las nubes moleculares gigantes. Estas nubes contienen, básicamente, hidrógeno molecular H2 (90%) y helio (9%), mientras que la abundancia de otros elementos depende fundamentalmente de la historia de la nube, como por ejemplo la explosión de alguna supernova en las cercanías de la nube. Son regiones frías (10-30 K) y densas (103-104 partículas/cm3) con dimensiones que varían entre 10 y 100 parsecs. Las nubes moleculares no son estructuras uniformes y el gas y el polvo dentro de ellas se distribuye a lo largo de estructuras filamentosas muy complejas con zonas de alta densidad que se corresponden con regiones de formación estelar. La mayor fuente de información acerca de las nubes moleculares proviene del análisis de líneas de emisión de moléculas como el CO, CS o NH3, a pesar de que el mayor constituyente de las nubes sea el H2. Esto se debe a las altas temperaturas necesarias para excitar esta molecular (~ 510K), mientras que las nubes son muy frías.
Cuanto más grande es la nube molecular más corta es su vida. Esto se debe a que en el interior de las nubes moleculares más grandes se forma estrellas de tipo O y B que emiten fotones de alta energía que destruyen las moléculas.
Se puede describir aproximadamente la compleja estructura de las nubes moleculares en términos de nubes, clumps y núcleos (cores) protoestelares. Los clumps representan las estructuras dentro de las cuales se forman los cúmulos estelares, mientras que los cores protoestelares representan las estructuras más pequeñas dentro de las cuales se forman estrellas individuales o grupos de estrellas. Estas últimas estructuras se forman por la fragmentación de los clumps.
Aún hoy en día no se entiende completamente cómo se forman las estrellas debido al colapso de densos núcleos de gas. [cita requerida]
Debido a alguna clase de desencadenante, estos núcleos se vuelven inestables gravitacionalmente, fragmentándose y colapsando. Los fragmentos pueden ir desde decenas hasta centenares de masas solares. La causa de la inestabilidad suele ser el frente de choque de alguna explosión de supernova o el paso de la nube por una región densa, como los brazos espirales. También puede ocurrir que una nube suficientemente masiva y fría colapse por sí misma. Sea como sea, el resultado siempre es una región colapsante en caída libre. Dicha región es inicialmente transparente a la radiación por lo que su compresión será prácticamente isoterma. Toda la energía gravitatoria se emitirá en forma de radiación infrarroja. Por otra parte, el centro de la región se contraerá más deprisa que el gas circundante por tener el primero mayor densidad. Así, se diferenciará un núcleo más denso llamado protoestrella.

### Inestabilidad de Jeans
La teoría de la fragmentación y colapso gravitatorio de nubes moleculares por su propia gravedad fue desarrollada por James Jeans alrededor del año 1902 y aunque en la actualidad los procesos de formación estelar se conocen con mucha mayor precisión[cita requerida] la teoría de Jeans constituye una buena primera aproximación.
Jeans calculó que bajo determinadas condiciones una nube molecular podía contraerse por atracción gravitatoria. Solo hacía falta que fuera lo suficientemente masiva y fría. Una nube estable, si se comprime, aumenta su presión más rápidamente que su gravedad y retorna espontáneamente a su estado original. Pero si la nube supera cierta masa crítica entonces se inestabilizará toda y colapsará en todo su volumen. Este es el motivo por el cual las inestabilidades suelen producirse en las nubes más grandes dando lugar a brotes intensos de formación estelar.
En este escenario clásico, entonces, una nube comienza a colapsar cuando la energía gravitacional de la nube es más grande que su energía térmica:
{\displaystyle |E_{g}|>E_{th}}
Para el caso de una nube homogénea y esférica con masa M, temperatura T y radio R, esta condición se puede expresar como:
{\displaystyle {\frac {3}{5}}{\frac {GM^{2}}{R}}>{\frac {3}{2}}{\frac {M}{\mu m_{H}}}kT}
donde, G es la constante de gravitación universal, k es la constante de Boltzmann, {\displaystyle \mu } es el peso molecular medio y {\displaystyle m_{H}} es el peso del átomo de hidrógeno. Esta desigualdad se expresa normalmente en función de la llamada masa de Jeans, según la cual el colapso gravitacional comienza cuando:
{\displaystyle M_{j}=\left({\frac {3}{4\pi \rho }}\right)^{1/2}\left({\frac {5kT}{G\mu m_{H}}}\right)^{3/2}\backsimeq 45M_{\odot }\left({\frac {T^{3}}{n}}\right)^{1/2}}
donde {\displaystyle \rho } es la densidad del gas y {\displaystyle n=\rho /\mu m_{H}} es la densidad numérica.
En ausencia de un soporte por presión, el colapso por gravedad se da en un tiempo de caída libre:
{\displaystyle t_{f\!f}=\left({\frac {3\pi }{32G\rho }}\right)^{1/2}\backsimeq 1.4\times 10^{6}\left({\frac {n}{10^{3}[cm^{-3}]}}\right)[yr]}
Para los valores típicos encontrados en las nubes moleculares ({\displaystyle T=10K}, {\displaystyle n=50cm^{-3}}), se encuentran valores típicos para la masa de Jeans de {\displaystyle M_{J}\backsimeq 200M_{\odot }} y del tiempo de caída libre de {\displaystyle t_{f\!f}\backsimeq 10^{5}yr}.
El tamaño de la nube en colapso se obtiene mediante el radio de Jeans: {\displaystyle r_{j}=9(T/n)^{1/2}}. Así, cuando dentro de una nube molecular existe localmente una región de cierto tamaño con una masa suficientemente elevada de gas, el colapso gravitatorio de esa región de la nube será inevitable. Sin embargo, existen otros mecanismos capaces de frenar el colapso de la nube y aumentar la masa de Jeans. Entre ellos, el principal es la presión térmica del gas (dado que la nube no se encuentra a densidad o temperatura constantes), aunque existen otros como los movimientos sistemáticos en la nube (la rotación ejercería una fuerza centrífuga que expandiría el gas), o la turbulencia.

## Protoestrella

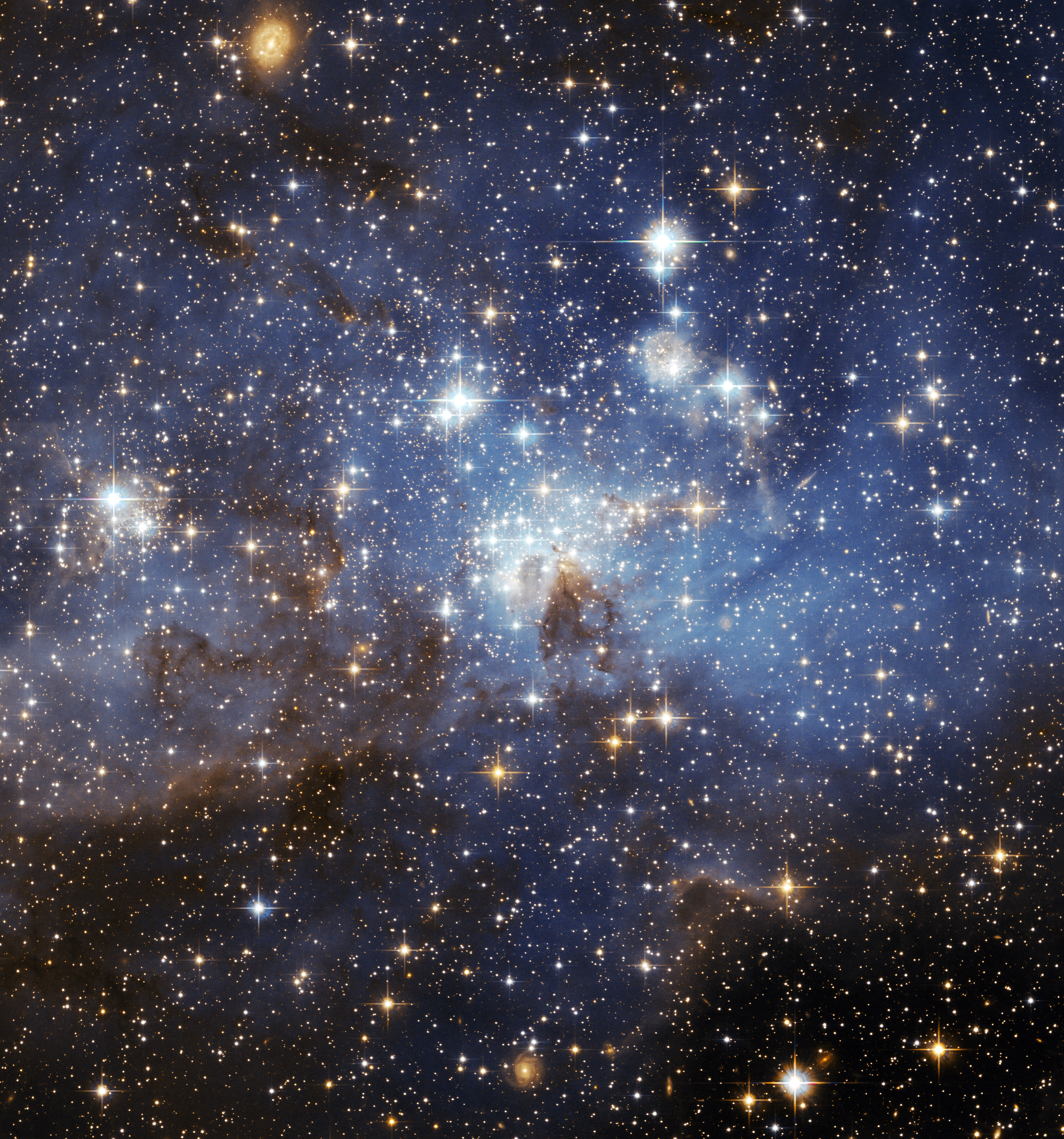
Nube Molecular LH95 en la Gran Nube de Magallanes. (Ejemplo de lugar donde se forman estrellas).

La masa, inicialmente homogénea, acaba por formar una esfera de gas en el centro. Dicha esfera se contrae más deprisa diferenciándose del resto de la nube. Esta estructura es el embrión estelar denominado protoestrella. A pesar de la compresión del gas su densidad es, aún, demasiado baja y la radiación sigue escapando libremente. Por ello, la esfera apenas aumenta su temperatura hasta al cabo de unos cientos de miles de años. El cuerpo entonces se torna opaco a la radiación y empieza a calentarse mientras se contrae. De hecho, la mitad de la energía gravitatoria perdida en el colapso sigue radiándose pero la otra mitad ya se invierte en calentar la protoestrella. La temperatura aumenta hasta que la presión de la esfera compensa la atracción gravitatoria de ésta. Se estabiliza, así, un núcleo convectivo del tamaño de Júpiter, aproximadamente, al cual se le va agregando más y más materia procedente de la nube circundante que cae más lentamente. Al añadirse más masa el núcleo lo compensa compactándose aún más. En él el transporte térmico por radiación aún no es eficiente ya que el cuerpo está formado por material escasamente ionizado que detiene a los fotones.
El proceso prosigue hasta llegar a unos 2000 grados momento en el cual las moléculas de hidrógeno se disocian en el núcleo. Ahora la creciente energía gravitatoria se invierte en transformar el gas molecular en un gas formado por átomos libres. El núcleo se compacta cada vez más y su radiación cada vez más intensa excita el denso gas de la envoltura que cae sobre él. Ahora el medio ya no es transparente a la radiación y solo se aprecia el gas que rodea a la protoestrella. Este gas ha ido conformando, paulatinamente, un disco de acrecimiento debido a la rotación inicial de la nube originaria (ver formación de discos de acrecimiento). La acreción de materia prosigue, por medio de un disco circunestelar. En dicho disco pueden originarse planetas y asteroides si la metalicidad es lo suficientemente alta. La materia añadida a la protoestrella aumenta la masa y, por lo tanto, su gravedad, por lo que ésta reacciona comprimiéndose más, aumentando así su temperatura. Cuando ha caído gran parte del gas el medio se vuelve transparente a la luz de la protoestrella que empieza, entonces, a ser visible.
El núcleo de la protoestrella no solo acaba por ionizar sus elementos sino que cuando las temperaturas son lo suficientemente altas, comienza la fusión del deuterio. La presión de radiación resultante hace más lento el colapso del material restante pero no lo detiene. Su núcleo sigue comprimiéndose más y la protoestrella sigue acretando masa. En esta etapa se producen flujos bipolares, un efecto que se debe, probablemente, al momento angular del material que cae. El proceso sigue así hasta que se inicia, finalmente, la ignición del hidrógeno en torno a los 10 millones de grados. Entonces la presión aumenta drásticamente generando fuertes vientos estelares en forma de flujos bipolares (chorros protoestelares, jets protoestelares) que barren y expulsan el resto del material envolvente. La nueva estrella se estabiliza en equilibrio hidrostático y entra en la secuencia principal en la que transcurrirá la mayor parte de su vida.
Pero si el cuerpo está por debajo de las 0,08 masas solares el proceso se abortará antes de tiempo frenado por la presión de los electrones degenerados sin haber llegado aún a encender el hidrógeno. El objeto detendrá su contracción y se enfriará en un tiempo de Kelvin, unos pocos millones de años para convertirse, finalmente, en una enana marrón.

## Formación de estrellas supermasivas

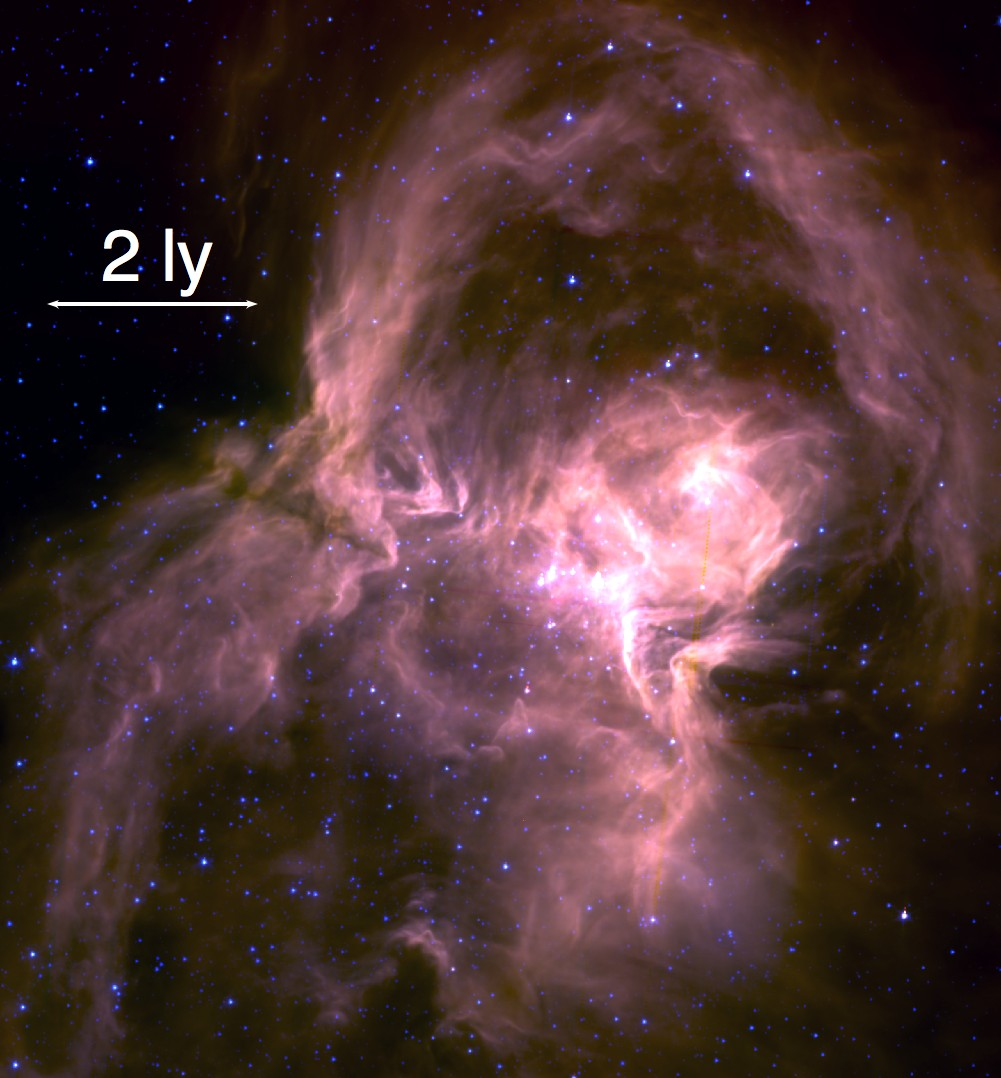
W40 es una región de formación de estrellas cercanas que contiene estrellas masivas.

Las etapas del proceso están bien definidas para estrellas cuya masa es aproximadamente igual o menor que la masa del Sol. Para masas mayores, la duración del proceso de formación estelar es comparable a las otras escalas de tiempo de su evolución, mucho más cortas, y el proceso no está tan bien definido. De algún modo se cree que la ignición del hidrógeno empezaría bastante antes de que la estrella llegara a agregar su masa total. Otra gran parte de la masa más exterior sería no solo barrida e impulsada hacia el espacio interestelar sino también fotoionizada por su intensa radiación dando lugar a las regiones HII. Sea como sea la vida de estas estrellas es tan corta, del orden de cientos o incluso decenas de millones de años, que en tiempos cosmológicos ni siquiera existen. Su formación, vida y destrucción son procesos muy dramáticos en los que apenas si hay descanso.
Se sabe que la opacidad aumenta con la metalicidad ya que los elementos cuanto más pesados absorben más los fotones. Esto se traduce en un mayor empuje por parte de los vientos estelares de las estrellas supermasivas que, con las metalicidades actuales de la galaxia, no logran concentrar más de 120-200 MSol. Este empuje impide, a partir de cierto punto, que la estrella siga acretando masa, por eso, las estrellas más pobres en metales pueden llegar a masas mayores. Se cree que las primeras estrellas del universo, muy pobres en metales, se podrían haber formado con masas de varios cientos de masas solares de hidrógeno y helio.